# Agustí Miró i Caballé
Agustí Miró i Caballé (Amposta, 1922 -2012) fou un ciclista català professional entre 1940 i 1952.
Orfe als 14 anys, es traslladà a Barcelona amb la seva germana i fou aquí on descobrí la bicicleta. Fou professional entre 1931 i 1943. Els seus principals èxits esportius els aconseguí guanyant una etapa a la Volta Ciclista a Catalunya i una altra a la Volta Ciclista a Espanya.

## Palmarès
- 1942
  - Vencedor d'una etapa de la Volta a Catalunya[2]
  - Vencedor d'una etapa del Gran Premi de la Victòria
- 1947
  - Vencedor d'una etapa de la Volta a Llevant[2]
- 1948
  - Vencedor d'una etapa del Gran Premi de Catalunya
- 1950
  - Vencedor d'una etapa de la Volta a Espanya[2]

### Resultats a la Volta a Espanya
- 1942. Abandona
- 1948. 16è de la classificació general.
- 1950. 17è de la classificació general. Vencedor d'una etapa